# Chiesa cattolica di Saint-Pierre-le-Jeune
La chiesa di Saint-Pierre-le-Jeune (in francese: Église Saint-Pierre-le-Jeune) è una chiesa della città francese di Strasburgo. Situata davanti al Palazzo della Giustizia, essa non deve essere confusa con l'omonima chiesa protestante.

## Storia
Prima della costruzione di questa chiesa, cattolici e protestanti avevano condiviso l'antica Chiesa di Saint-Pierre-le-Jeune. La chiesa cattolica è di arenaria rossa ed è stata costruita tra il 1889 ed il 1893 dagli architetti Skjold Neckelmann et August Hartel in stile neoromanico e coronata da una grande cupola di Alsazia (altezza interna di 50 metri, diametro massimo interno 18,5 metri).
Il lampadario molto grande ricoperto dalla cupola è una reinterpretazione di quello dell'Abbazia Saint-Pierre e Saint-Paul di Wissembourg, distrutto durante la rivoluzione francese. L'organo è firmato Yves Koenig.
Nel 2006 è stata installata una statua di Charles de Foucauld davanti alla facciata della chiesa.

## Galleria d'immagini

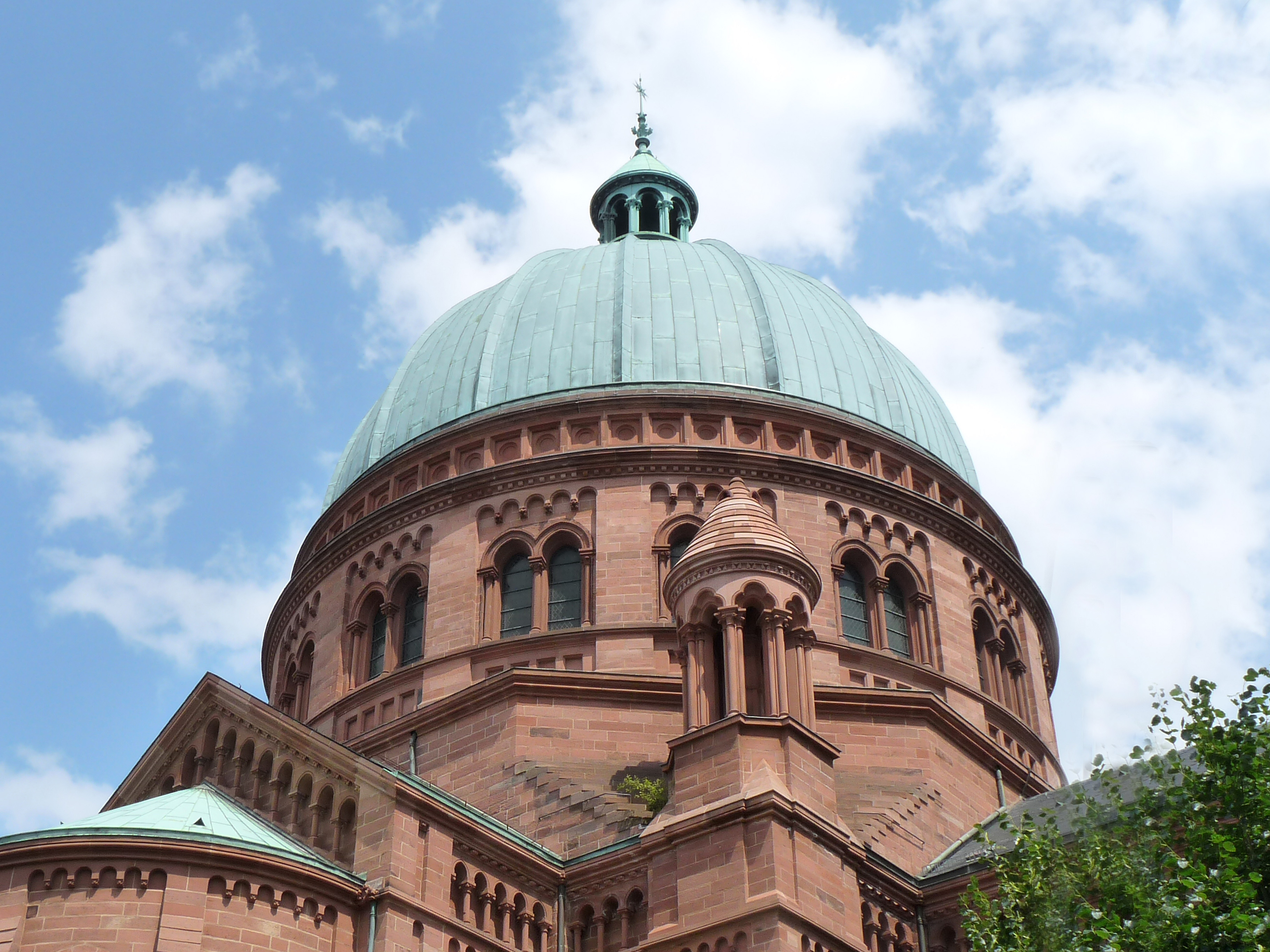
La cupola
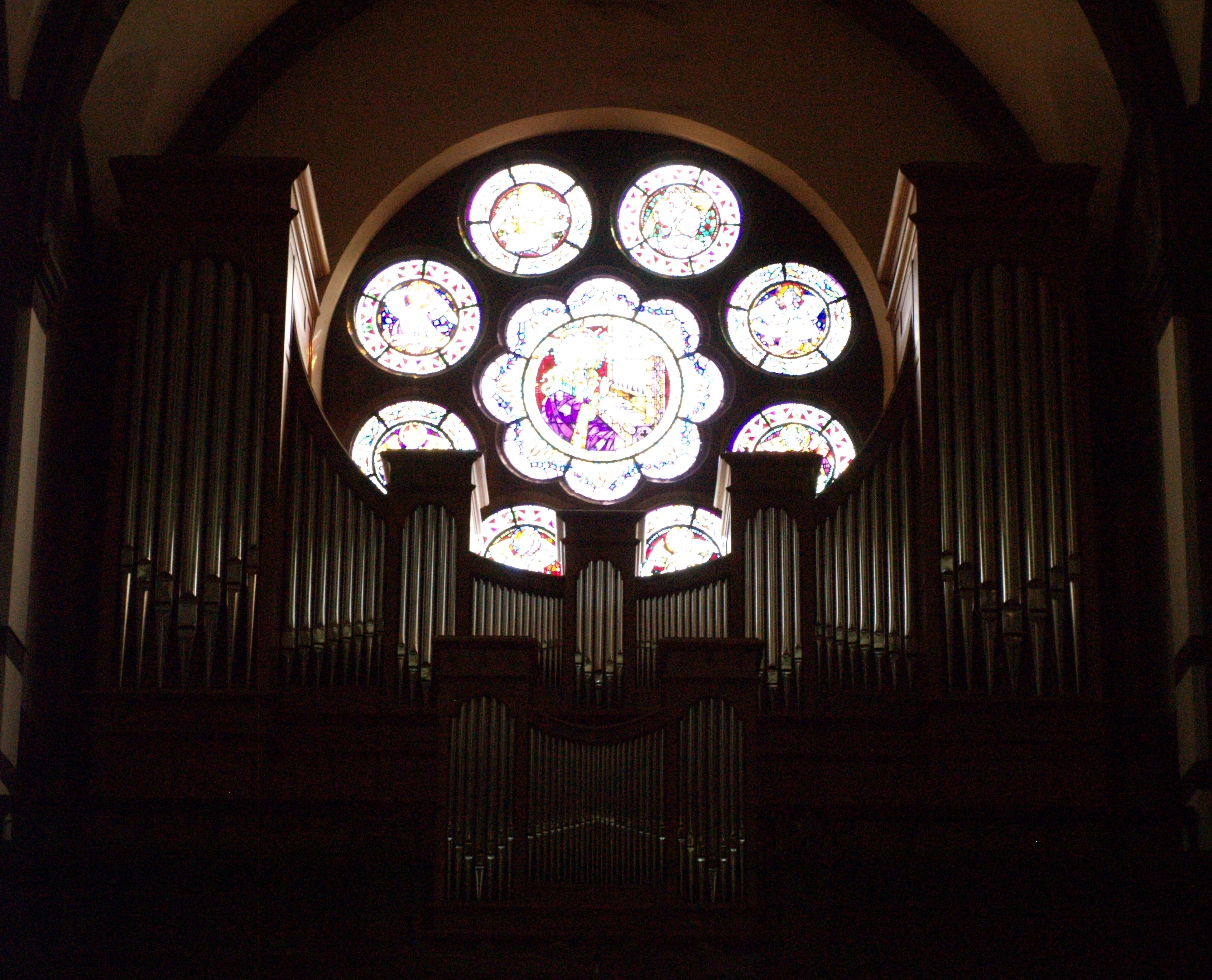
Organo
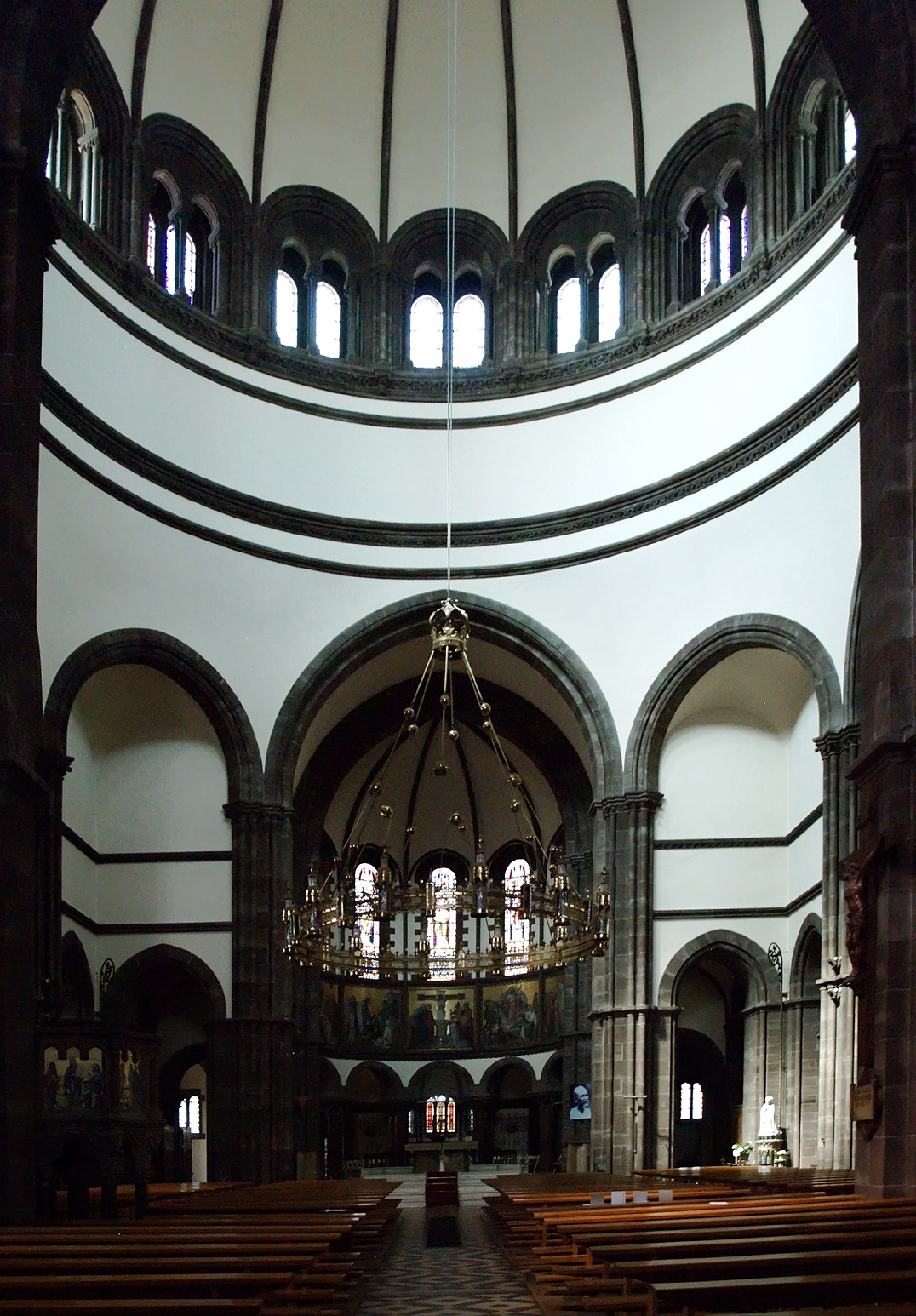
Interni